# Eleições estaduais de Bremen em 2003
As eleições estaduais de Bremen em 2003 foram realizadas a 25 de Maio e, serviram para eleger os 83 deputados para o parlamento estadual.
O Partido Social-Democrata da Alemanha manteve-se como o partido mais votado, sofrendo uma ligeira queda, ao perder 0,3% dos votos e 7 deputados, conseguindo 42,3% dos votos e 40 deputados.
A União Democrata-Cristã foi a grande derrotada das eleições, sofrendo uma forte queda de votos e deputados, perdendo 7,3% dos votos e 13 deputados, ficando-se por 29,8% dos votos e 29 deputados.
A Aliança 90/Os Verdes obteve um resultado positivo, conquistando 12,8% dos votos e 12 deputados.
Por fim, destacar a eleição de 1 deputado pelo Partido Democrático Liberal que, assim, voltou, 8 anos depois, ao parlamento estadual e, também, o facto de a União Popular Alemã manter 1 deputado no parlamento.
Após as eleições, a grande coligação entre SPD e CDU manteve-se no governo estadual.

## Resultados Oficiais
| Partido      | Partido                           | Votos   | %     | +/-   | Deputados | +/-     |
| ------------ | --------------------------------- | ------- | ----- | ----- | --------- | ------- |
|              | Partido Social-Democrata          | 123 480 | 42,3  | 0,3   | 40 / 83   | 7       |
|              | União Democrata-Cristã            | 86 819  | 29,8  | 7,3   | 29 / 83   | 13      |
|              | Aliança 90/Os Verdes              | 37 350  | 12,2  | 3,3   | 12 / 83   | 2       |
|              | Partido Schill                    | 12 876  | 4,4   | Novo  | 0 / 83    | Novo    |
|              | Partido Democrático Liberal       | 12 294  | 4,2   | 1,7   | 1 / 83    | 1       |
|              | União Popular Alemã               | 6 642   | 2,3   | 0,7   | 1 / 83    | Estável |
|              | Partido do Socialismo Democrático | 4 885   | 1,7   | 1,2   | 0 / 83    | Estável |
|              | Outros                            | 7 420   | 2,6   |       | 0 / 83    |         |
| Total        | Total                             | 291 766 | 100   |       | 83 / 83   | 17      |
| Participação | Participação                      |         | 61,3  | 1,2   |           |         |
| Fonte        | Fonte                             | [ 1 ]   | [ 1 ] | [ 1 ] | [ 1 ]     | [ 1 ]   |